# Münchner Missbrauchsgutachten
Das Münchner Missbrauchsgutachten wurde im Februar 2020 von der römisch-katholischen Erzdiözese München und Freising bei der Münchner Anwaltskanzlei Westpfahl Spilker Wastl in Auftrag gegeben und am 20. Januar 2022 der Öffentlichkeit vorgestellt. Es trägt den Titel: Sexueller Missbrauch Minderjähriger und erwachsener Schutzbefohlener durch Kleriker sowie hauptamtliche Bedienstete im Bereich der Erzdiözese München und Freising von 1945 bis 2019. Verantwortlichkeiten, systemische Ursachen, Konsequenzen und Empfehlungen.
Die Kanzlei Westpfahl Spilker Wastl hatte zuvor schon für mehrere deutsche Diözesen Gutachten erstellt:
- Am 3. Dezember 2010 wurde ein erstes Missbrauchsgutachten für die Erzdiözese München und Freising vorgestellt. Es hat den Titel: Sexuelle und sonstige körperliche Übergriffe durch Priester, Diakone und sonstige pastorale Mitarbeiter im Verantwortungsbereich der Erzdiözese München und Freising in der Zeit von 1945 bis 2009. Bestandsaufnahme – Bewertung – Konsequenz.[2] Das Missbrauchsgutachten von 2022 knüpft daran an.
- Im Jahr 2015 wurde die Kanzlei vom Bistum Eichstätt beauftragt, im Rahmen einer „Transparenzoffensive“ die kirchlichen Finanzen nach professionellen Standards zu prüfen.[3]
- Im November 2020 wurde ein Missbrauchsgutachten für das Bistum Aachen der Öffentlichkeit vorgestellt.
- Ein Missbrauchsgutachten für das Erzbistum Köln sollte 2020 veröffentlicht werden, doch Kardinal Rainer Maria Woelki gab dazu nicht seine Zustimmung.[4] Wegen angeblicher schwerwiegender methodischer Mängel vergab das Erzbistum Köln den Auftrag für ein Missbrauchsgutachten neu an den Strafrechtler Björn Gercke.[5]

Eigentlich sollte das Münchner Missbrauchsgutachten bereits 2021 vorgestellt werden, wegen neuer Erkenntnisse geschah dies aber erst im Januar 2022.

## Das Gutachten

### Fragestellung
Im Februar 2020 beauftragte die Erzdiözese die Anwaltskanzlei Westpfahl Spilker Wastl damit, aufbauend auf ihrem früheren Gutachten zu überprüfen, ob die Verantwortungsträger des Erzbistums beim Umgang mit Verdachtsfällen und möglichen Tätern rechtliche Vorgaben und die Leitlinien der Deutschen Bischofskonferenz umsetzten. Dabei sollten alle seit 2010 dem Erzbistum bekanntgewordenen neuen Verdachtsfälle, Kleriker und hauptamtliche Mitarbeitende betreffend, einbezogen werden. Die Kanzlei konnte frei über ihr Vorgehen entscheiden; der Text des Gutachtens wurde nicht mit der Erzdiözese abgestimmt und wurde dieser nach eigenen Angaben erst durch die Pressekonferenz am 20. Januar 2022 bekannt.
Westpfahl Spilker Wastl nehmen in ihren Missbrauchsgutachten die Betroffenenperspektive ein; außerdem konfrontieren das Handeln kirchlicher Verantwortungsträger mit dem kirchlichen Selbstverständnis. Der Kanzlei ging es in dem 2022 vorgelegten Münchner Missbrauchsgutachten deshalb nicht um eine möglichst komplette Sammlung von Einzelfällen und die Bewertung von Pflichtverstößen nach deren Strafbarkeit, sondern um Compliance: „Der Maßstab kirchlichen Handelns und vor allem auch derjenige, den die Kirche an das Verhalten der Gläubigen, aber auch der Gesellschaft im Übrigen anlegt beziehungsweise angelegt wissen will, war nach gutachterlichem Verständnis nie und ist auch heute nicht auf die Frage der bloßen Rechtmäßigkeit beschränkt“.
Dass sexueller Missbrauch nicht nur ein Problem der säkularen Welt, sondern auch der Kirchen ist, halten Westpfahl Spilker Wastl für offensichtlich. Dies war aus ihrer Sicht auch schon vor  Bekanntwerden der Missbrauchsfälle am Canisius-Kolleg Berlin im Jahr 2010 für kirchliche Verantwortungsträger unübersehbar. Dazu verweisen sie auf folgende, in der Öffentlichkeit stark wahrgenommene Missbrauchsbeschuldigungen gegen teils prominente Kleriker: Gilbert Gauthe, Hans Hermann Kardinal Groër, Marcial Maciel Degollado, John Geoghan. Einlassungen kirchlicher Verantwortungsträger, man habe das Problem vor 2010 nicht im Blick gehabt, sind daher aus Sicht der Gutachter nicht überzeugend.

### Gang der Untersuchung
Ein Schwerpunkt der gutachterlichen Tätigkeit war die Auswahl und Sichtung einschlägiger Aktenbestände: Personal- und Verfahrensakten, Dokumente aus der Aktenverwaltung des Erzbischöflichen Ordinariates (Amtsblätter, Protokolle, Rundschreiben, DOMEA-Ablage Generalvikar), Gerichtsakten des Erzbischöflichen Konsistoriums, Geheimarchiv der Diözesankurie, Handakten der Generalvikare und weitere Aktenbestände wie Nachlässe und Amtsakten von Erzbischöfen. Außerdem wurden insgesamt 71 Zeitzeugen gebeten, auf freiwilliger Basis an einer Befragung teilzunehmen, auf Wunsch mit juristischer Beratung. Im Jahr 2021 führten die Gutachter 48 persönliche Befragungen durch, und acht Zeitzeugen antworteten schriftlich. Eine Reihe bereits vorliegender Untersuchungsberichte zum Missbrauch in der katholischen Kirche wie beispielsweise der Murphy-Report aus der Erzdiözese Dublin (2009) oder die von der Deutschen Bischofskonferenz in Auftrag gegebene MHG-Studie (2018) wurden ebenfalls hinzugezogen. In Fragen des Kirchenrechts standen die Gutachter im Austausch mit Wilhelm Rees (Universität Innsbruck) und Hans Zollner (Päpstliche Universität Gregoriana). Sieben kirchliche Leitungsverantwortliche erhielten Gelegenheit zu sogenannten Konfrontationen. Das heißt, sie erhielten auf Wunsch Einsicht in sie betreffende Passagen des Gutachtens und stellten die in Rede stehenden Fälle aus ihrer Sicht schriftlich dar; mit ihrem Einverständnis wurden diese Stellungnahmen als Anlagen dem Gutachten beigefügt. Daraus ergaben sich eine Reihe zusätzlicher Informationen und Abweichungen im Detailfragen. Auch „Priester X“ gab in diesem Konfrontationsverfahren eine auf den 24. November 2021 datierte schriftliche Stellungnahme ab.

### Wesentliche Ergebnisse der Gutachtens

#### Statistisch-empirische Befunde
Die Gutachter befassten sich mit 363 untersuchungsrelevanten Sachverhalten, von denen 141 jedoch nicht mehr gutachterlich beurteilbar sind und 11 als widerlegt eingestuft werden. Bei 65 Sachverhalten sieht das Gutachten die Missbrauchsvorwürfe als erwiesen an, bei 146 Sachverhalten als „zumindest plausibel.“ Es gab 90 staatliche Ermittlungsverfahren, rund die Hälfte (46) führten zu einem Strafurteil oder Strafbefehl. Seitens der römisch-katholischen Kirche gab es 14 Voruntersuchungen, fünf Meldungen an die Glaubenskongregation und zwei kirchliche Strafverfahren. Die Gutachter gehen von mindestens 497 Geschädigten aus. Davon waren 247 männlichen und 182 weiblichen Geschlechts, bei den übrigen 68 ließ sich dies nicht mehr zuordnen. Die Altersgruppe der 8- bis 14-Jährigen war sowohl bei den Jungen (59 %) als auch den Mädchen (32 %) „deutlich überrepräsentiert.“ Von 261 möglichen Tätern und Mittätern, die in dem Gutachten erwähnt wurden, waren 173 Priester.

#### Sachbehandlung von Missbrauchs(verdachts)fällen
Das Gutachten geht auch auf den Missbrauch durch Laienmitarbeiter ein und die unterschiedliche Behandlung dieser Fälle im Vergleich zum Missbrauch durch Kleriker. Die Gutachter kamen zu dem Ergebnis, dass die Erzdiözese gegenüber des Missbrauchs verdächtigen Laienmitarbeitern grundsätzlich angemessene dienst- und arbeitsrechtliche Maßnahmen ergriffen habe. So wurde bei 16 der 53 beschuldigten Laienmitarbeiter das Dienst- oder Arbeitsverhältnis im Zusammenhang mit den ihnen zur Last gelegten Vergehen beendet. Hingegen sei bei den in dem Gutachten benannten 182 Klerikern, genauer 173 Priestern und 9 Diakonen, „Milde und Nachsicht“ geübt worden, nur vier von den 173 beschuldigten Priestern wurden aus dem Klerikerstand entlassen. Hierbei sei die Erzdiözese bei den beschuldigten Klerikern weit hinter den kirchenrechtlichen Möglichkeiten zurückgeblieben. Des Weiteren konstatieren die Gutachter, dass Priester sogar dann weiter und teilweise uneingeschränkt in der Seelsorge eingesetzt wurden, wenn sie strafrechtlich verurteilt waren. Als Fazit stellt das Gutachten auf S. 383 fest: „In Ansehung dieses Befundes drängt sich für die Gutachter die Erkenntnis auf, dass bei identischen, jedenfalls aber vergleichbaren Verfehlungen, namentlich sexuellen Missbrauchs von Minderjährigen, mit zweierlei Maß gemessen und auch entsprechend sanktioniert wurde, ohne dass hierfür ein objektiv rechtfertigender Grund auch nur andeutungsweise erkennbar ist. Nach Auffassung der Gutachter lässt sich diese unterschiedliche Sachbehandlung vor allem – mit dem insbesondere in der Vergangenheit herrschenden – Klerikalismus und der Mitbrüderlichkeit zwischen Leitungsverantwortlichen und Priestern erklären“. Die seit 2010 erkennbare geordnete Sachbearbeitung von Missbrauchsfällen habe noch nicht zu einem klaren Soll-Ablauf (Prozessbeschreibung) geführt. Die Geschädigten wurden erst seit 2010 infolge der Leitlinien der Deutschen Bischofskonferenz in die Sachbearbeitung von Missbrauchs(verdachts)fällen einbezogen und erhielten auch seelsorgerliche Angebote. Große Defizite erkennen die Gutachter in den betroffenen Einrichtungen, besonders Pfarreien. Noch lange nachdem die Tätigkeit missbrauchsverdächtiger Personen dort endete, blieben Einrichtungen und Gemeinden tief gespalten in der Bewertung ihres Verhaltens, und eine gemeinsame Aufarbeitung finde nicht statt.

#### Systemische Ursachen für festgestellte Defizite
Die Gutachter nennen unter den systemischen Ursachen, die Missbrauch in der Erzdiözese begünstigten oder ermöglichten, einen mit Klerikalismus verbundenen, sehr stark ausgeprägten Schutz der Institution Kirche. Diözesane Führungsämter würden nicht nach Fachkompetenz und Leistungsprofil vergeben, sondern als Stufen einer kirchlichen Karriere. Hinzu komme die „unzureichende innerkirchliche Rechtskultur“. Daher fehle Entscheidungsträgern vor allem forensische Erfahrung, die auch nicht ausgeglichen werden könne, indem man Gutachten medizinischer Sachverständiger einhole. Ungünstig wirke sich außerdem aus, dass die kirchlichen Sachbearbeiter von Missbrauchs(verdachts)fällen wenig kontrolliert würden, was ein willkürliches Agieren zur Folge haben könne. Die Möglichkeiten, aus den seit den 1990er Jahren bekannten Missbrauchsfällen zu lernen und die eigene Praxis, auch im Austausch mit der „säkularen Wissenschaft“, zu verbessern, seien nicht ausgeschöpft worden. Dem steht gegenüber, dass die Gutachter seit 2010 in der Erzdiözese eine in vielen Aspekten vorbildhafte Missbrauchsprävention feststellten.

#### Persönliche Verantwortlichkeiten
Die Gutachter gehen grundsätzlich davon aus, dass die im Untersuchungszeitraum amtierenden Erzbischöfe und Generalvikare für Fehler im Umgang mit Missbrauchs(verdachts)fällen persönlich verantwortlich seien. Seit Mitte der 1980er Jahre könne weder „Unkenntnis der rechtlichen Grundlagen noch der Tatfolgen für die Geschädigten“ entlastend geltend gemacht werden. Seit dem Jahr 2010 ändert sich die Situation dadurch, dass die Bearbeitung von Missbrauchs(verdachts)fällen zunehmend Sachbearbeitern mit entsprechender Fachkompetenz übertragen ist. Bis 2010 gab es diese Sachbearbeiterebene nicht, und Missbrauchs(verdachts)fälle wurden direkt von der Diözesanleitung behandelt.

### Gutachterliche Bewertung der Amtsführung einzelner Verantwortungsträger

#### Erzbischof Kardinal Michael von Faulhaber (bis 1952)
Die Amtszeit Michael von Faulhabers liegt größtenteils außerhalb des Untersuchungszeitraums. Die Gutachter bescheinigen ihm jedoch für die Jahre ab 1945, „in einer vor allem ab den 1960er Jahren nicht mehr erreichten Art und Weise entschlossen“ gegen Missbrauchsverdächtige vorgegangen zu sein; diese wurden beispielsweise monatelang in einem Kloster untergebracht und auf diese Weise weitere Missbrauchstaten verhindert. Andererseits scheint von Faulhaber die Rückkehr verurteilter Täter in die Seelsorge durchweg gebilligt zu haben, und die Missbrauchsgeschädigten wurden konsequent nicht beachtet.

#### Erzbischof Joseph Kardinal Wendel (1952 bis 1960)
Das Gutachten legt dem Erzbischof Joseph Wendel fehlerhaftes Verhalten in acht Fällen zur Last; fast alle betreffen verurteilte Sexualstraftäter. In einigen Fällen wurden kirchenrechtliche Strafen, wie erzwungene Unterbringung des Täters in einem Kloster, angewandt. Dies hatte einen gewissen Präventionscharakter. Die Tatfolgen für die Geschädigten waren dem Erzbischof aus den einschlägigen Urteilen bekannt, doch blieb Wendel ihnen gegenüber untätig.

#### Erzbischof Julius Kardinal Döpfner (1961 bis 1976)

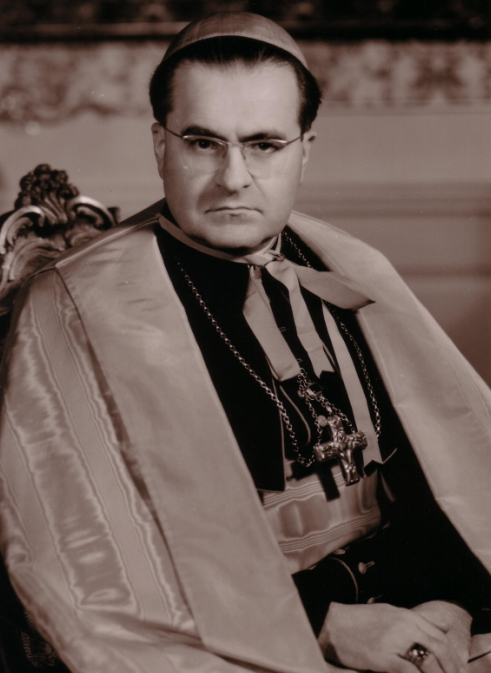
Erzbischof Julius Kardinal Döpfner (1964)

Die Gutachter stellten bei Erzbischof Julius Döpfner fehlerhaftes Handeln in 14 Fällen fest. Sie bewerten negativ, dass er, verglichen mit seinen Amtsvorgängern, Sanktionsmöglichkeiten des Kirchenrechts gegen Missbrauchstäter nicht nutzte und sie uneingeschränkt wieder in der Seelsorge arbeiten ließ. Ein Novum war die Praxis der Versetzung straffällig gewordener Priester in eine andere Diözese, und die Erzdiözese München und Freising nahm auf diesem Wege Täter aus anderen Diözesen auf und setzte sie uneingeschränkt in der Seelsorge ein. Missbrauchsgeschädigte wurden weiterhin konsequent ignoriert.

#### Erzbischof Joseph Kardinal Ratzinger (1977 bis 1982)

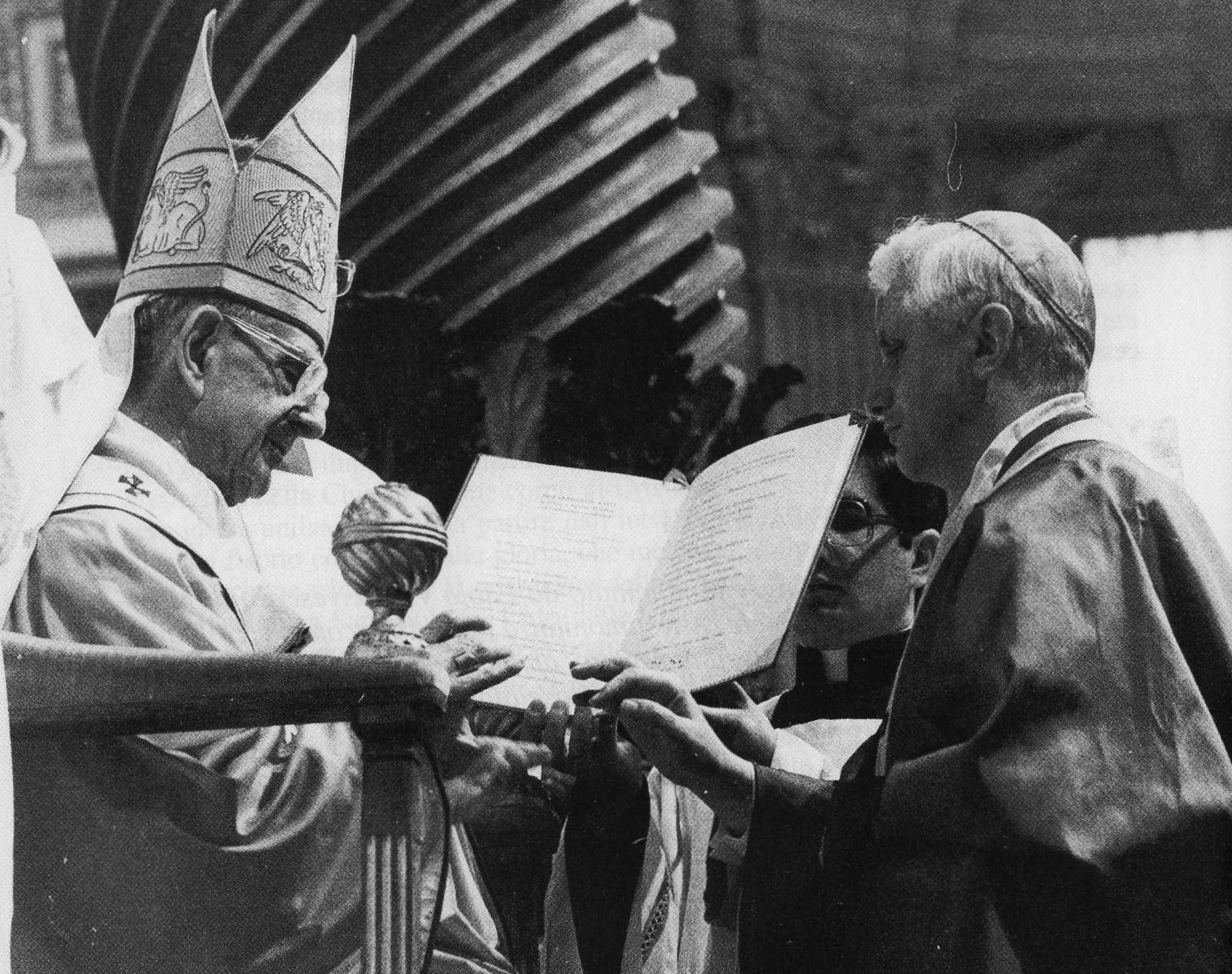
Erzbischof Joseph Ratzinger empfängt den Kardinalsring von Papst Paul VI. (1977)

Das Gutachten befasst sich ausschließlich mit der Amtszeit Joseph Ratzingers als Erzbischof. Die Gutachter waren zwischenzeitlich zu der Einschätzung gelangt, dass Ratzinger sich in fünf Fällen nicht regelkonform mit Missbrauchs(verdachts)fällen, die ihm bekannt geworden waren, befasst habe. „Zwei Fälle betreffen von staatlichen Gerichten verurteilte Missbrauchstäter, die in der Amtszeit Ratzingers als Erzbischof von München als Priester weiter in der Seelsorge tätig sein durften.“ Mit Schreiben vom 20. August, 11. Oktober und 11. November 2021 regten die Gutachter deshalb Konfrontationen an. Im Namen des emeritierten Papstes handelnde Personen erhoben „massive Einwände“ gegen die Rechtmäßigkeit dieses Verfahrens. Danach änderte dieser jedoch seine ablehnende Haltung, nahm durch eine Vertrauensperson Akteneinsicht und verfasste eine auf den 14. Dezember 2021 datierte Stellungnahme, die dem Gutachten der Kanzlei Westpfahl Spilker Wastl als Anlage beigefügt ist. In diesen Einlassungen betont Ratzinger, dass es ihm darum gehe, den Umgang mit den Fällen während seiner Amtszeit nicht etwa zu entschuldigen, sondern sie aus dem historischen Kontext, dem Zeitgeist und den damaligen Moralvorstellungen heraus zu beurteilen. Er argumentiert darüber hinaus kirchenrechtlich. Die Instruktion Crimen sollicitationis von 1922 sei niemals promulgiert worden, ihre Normen könnten daher nicht als bekannt und anwendbar vorausgesetzt werden. Die Gutachter wiesen die Vorstellung zurück, ein in München seinerzeit unbekanntes „Geheimrecht“ zu seinen Ungunsten anzuwenden.
Die Gutachter würdigen ausdrücklich, dass der hochbetagte emeritierte Papst bereit war, zu den ihm vorgelegten Fragen schriftlich Stellung zu beziehen. In einem der fünf hierbei untersuchten Fälle führte das dazu, dass der Vorwurf eines Fehlverhaltens des Erzbischofs Ratzinger nicht mehr erhoben wird. Einlassungen zum Zeitgeist werden von den Gutachtern, wie auch bei anderen Verantwortungsträgern, als irrelevant zurückgewiesen. Der Befragte räume selbst ein, dass das Aktenmaterial lückenhaft und unvollständig ist, gebe aber an, dass er sich nur an das erinnere, was anhand der Akten nachweisbar ist. Daraus entstehe das für die Gutachter nicht überzeugende Bild, dass Erzbischof Ratzinger über Missbrauchs(verdachts)fälle deutlich schlechter informiert war als seine Amtsvorgänger und -nachfolger. Zur Instruktion Crimen sollicitationis bemerken sie, „dass von demjenigen, der mit umfassender Leitungsmacht über die gesamte Erzdiözese ausgestattet ist, auch erwartet werden darf und muss, sich erforderlichenfalls die notwendigen Kenntnisse zu beschaffen oder im Rahmen der ihm als Erzbischof zukommenden gesetzgeberischen Gewalt für die notwendige Klarheit zu sorgen.“
Da der 94-jährige emeritierte Papst zuletzt als geistig rege, aber körperlich sehr hinfällig beschrieben wurde, gibt es Zweifel an seiner Autorenschaft des 82-seitigen Textes. Nach eigenen Angaben Benedikts XVI. Anfang Februar wurde die Stellungnahme von einer „kleinen Gruppe von Freunden“ verfasst, nämlich Stefan Mückl, Helmuth Pree, Stefan Korta und Carsten Brennecke.

##### „Fall 37“
Ein vor allem im Schuldienst tätiger Priester wurde in die Erzdiözese versetzt; dass sexuelle Fehlverhaltensweisen in seiner früheren Diözese der Grund für die Versetzung waren, ist naheliegend. Diese Personalie war Erzbischof Ratzinger auch dadurch bekannt, dass der Priester der Neffe eines anderen bayerischen Bischofs war. Während seiner Tätigkeit in der Erzdiözese wurde er wegen zweifacher versuchter Unzucht mit Kindern und sexueller Beleidigung landgerichtlich verurteilt. Die Erzdiözese reagierte nur insofern, als sie ihn vorübergehend nicht mehr als Religionslehrer an öffentlichen Schulen einsetzte. Fünf Jahre später erhielt der Priester wegen sexuellen Kindesmissbrauchs und exhibitionistischer Handlungen auf dem Strafbefehlsweg eine Geldstrafe; dieser Strafbefehl lag dem Ordinariat vor und wurde, wie aus entsprechenden Vermerken hervorgeht, von Generalvikar Gerhard Gruber mit Erzbischof Ratzinger besprochen. Der Erzbischof hielt eine Versetzung des Priesters für unnötig, da „ein Skandal nicht zu befürchten“ sei. Ein Jahr später wurde der Priester wegen versuchten sexuellen Kindesmissbrauchs zu einer mehrmonatigen Haftstrafe verurteilt, die zur Bewährung ausgesetzt wurde. Er unterzog sich einer Therapie. Die weitere Tätigkeit als Religionslehrer war an staatlichen Schulen für ihn nun ausgeschlossen; er unterrichtete nach Vorlage eines Attestes an einer privaten Wirtschaftsschule. Die Gutachter stellen fest, dass der Erzbischof es versäumte, den Priester aus dem Schuldienst zu entfernen und so Kinder und Jugendliche vor weiteren Übergriffen zu schützen. Dies stehe nicht mit dem kirchlichen Selbstverständnis (Sorge um Notleidende und Bedrängte, Verhütung künftigen Leids) im Einklang. Kirchenstrafrechtlich gebotene Maßnahmen (cc. 1939 ff. CIC/1917, Instruktion Crimen sollicitationis) unterblieben. Ratzingers Handeln schien den Gutachtern vor allem dadurch motiviert, das Fehlverhalten des Priesters möglichst nicht öffentlich bekannt werden zu lassen. Sie mutmaßen, dass die gleichen Verurteilungen bei einem Laien im kirchlichen Dienst andere Konsequenzen gehabt hätten.
In seiner Stellungnahme betonte Ratzinger, dass ihm nach Aktenlage die von den Gutachtern vorausgesetzte Kenntnis des Falls nicht nachzuweisen sei und er diese umfassende Kenntnis auch nicht gehabt habe. Der Priester sei kein eigentlicher Missbrauchstäter, da er seine Opfer nicht berührt habe. Auch sei er ihnen als „anonymer Privatmann“ und nicht als Priester gegenübergetreten. Als Religionslehrer und Seelsorger habe er sich untadelig verhalten und sei sehr geschätzt worden. Er verwies darauf, dass Pädophilie in den 1970er Jahren als heilbar galt und der Priester sich mehrfach Therapien unterzogen hatte. Zum kirchenrechtlichen Aspekt betonte Ratzinger, dass die Heranziehung von cc. 1939 ff. CIC/1917 in den 1970er Jahren „eine als geradezu abwegig erscheinende Option“ gewesen sei. Außerdem seien exhibitionistische Handlungen (wiewohl sündhaft und moralisch verwerflich) von der damaligen kirchlichen Strafnorm nicht erfasst worden; sie seien erst seit 2020 kirchenrechtlich eindeutig strafbar. Im Blick auf die kirchliche Passivität gegenüber den Opfern erläutert die Stellungnahme: „Vermutlich wussten die Eltern damals gut zu unterscheiden, dass das private Fehlverhalten eines Priesters, fernab von Pfarrei und Schule, nicht der Kirche anzulasten ist.“ Eine Kontaktaufnahme der Kirche, gar des Ordinariates, mit den Eltern sei nicht erfolgt, weil sie nicht erwartet worden sei.

##### „Fall 40“
Der Priester einer ausländischen Diözese, ein Verwandter des dortigen Bischofs, war vom Landgericht wegen mehrfachen Kindesmissbrauchs zu einer Freiheitsstrafe von acht Monaten verurteilt worden, die zur Bewährung ausgesetzt wurde. Daraufhin veranlasste die Heimatdiözese, dass er als „studierender Priester“ vom Erzbistum München und Freising aufgenommen wurde. In diesem Rahmen gab es, wie Indizien in den Akten nahelegen, persönliche Gespräche des Priesters mit Generalvikar Gruber und Erzbischof Ratzinger. Die Verurteilung wurde dem Ordinariat in einem „streng vertraulichen“ Schreiben mitgeteilt. „Spannungen und Unstimmigkeiten“ an den Einsatzorten führten zu mehrfachen Versetzungen des Priesters. Auf einer Ordinariatssitzung kam schließlich zur Sprache, dass er beim Nacktbaden beobachtet wurde und sich sehr um private Kontakte zu Ministranten bemühe. Damit sah man die „Zumutbarkeit überschritten“, und dem Priester wurde gekündigt.
Hierzu nahm der emeritierte Papst wie folgt Stellung: Dieser Priester sei ihm unbekannt, und er gehe davon aus, ihm nie persönlich begegnet zu sein. Der Priester sei vom Religionsunterricht freigestellt worden, um sich seiner Promotion widmen zu können. Die Bewährungsstrafe sei bekannt gewesen, nicht aber der Grund für die Verurteilung. Da die Missbrauchstaten unbekannt gewesen seien, habe es keine Veranlassung gegeben, künftige sexuelle Übergriffe zu verhindern. Aus den Pfarreien, in denen er eingesetzt war, erreichten das Ordinariat Hinweise, dass ein „dunkler Punkt“ in der Vergangenheit dieses Priesters zu Gerede führe. Kirchenstrafrechtlich Relevantes sei aber nicht bekannt geworden.
Da aber sowohl der Generalvikar als auch der betreffende Priester unabhängig voneinander dessen Gespräch mit Erzbischof Ratzinger anlässlich seiner Übernahme ins Erzbistum München und Freising dokumentierten, halten die Gutachter daran fest, dass es dieses Gespräch gab, obwohl im Terminkalender des Erzbischofs kein entsprechender Vermerk existiert.

##### „Fall 41“ (= „Fall X“)
Am 2. Januar 1980 fragte eine andere deutsche Diözese (das Bistum Essen) offiziell beim Erzbischöflichen Ordinariat an, ob Priester X für einige Zeit aufgenommen werden könne. Er könne wegen einer „Gefährdung“ nicht mehr im seelsorgerlichen Dienst seiner Heimatdiözese eingesetzt werden. Während seiner anstehenden „psychisch-therapeutischen“ Behandlung könne er aber in der Erzdiözese Gottesdienste und liturgische Aufgaben wahrnehmen. „Gefährdung“ hieß im Klartext, dass ein nervenärztliches und psychotherapeutisches Gutachten bei ihm unter anderem Päderastie diagnostiziert hatte.
In der Erzdiözese München und Freising verübte X in den folgenden Jahren zahlreiche weitere Missbrauchstaten. Es gab schon in der ersten Pfarrei, in der X ab 1980 tätig war (also noch in der Amtszeit Joseph Ratzingers als Münchener Erzbischof), Anhaltspunkte für Kindesmissbrauch, die möglicherweise Grund für seine Versetzung 1982 waren.

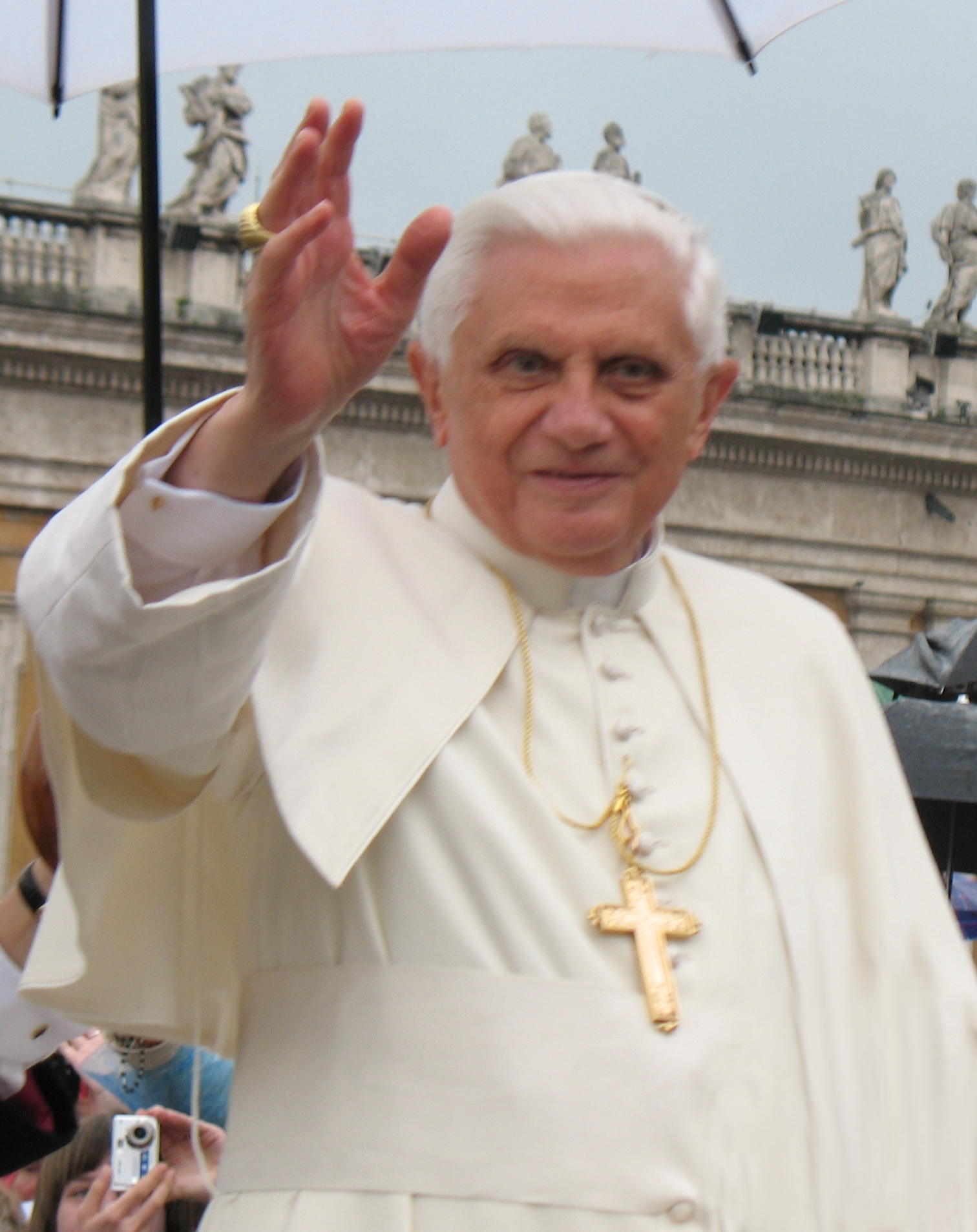
Papst Benedikt XVI. im Jahr 2010

Zu diesem Fall legten Westpfahl Spilker Wastl ein Sondergutachten vor. „Dieser, sich über nahezu vier Jahrzehnte hinweg erstreckende Fall X. stellt aus unserer gutachterlichen Perspektive einen durchaus als Sittengemälde zu qualifizierenden Sachverhalt dar.“ Der Fall war bereits in dem Gutachten von 2010 thematisiert worden. Die Öffentlichkeit diskutierte seinerzeit, ob Joseph Ratzinger in seiner Amtszeit als Erzbischof entschieden hatte, einen Priester in den Dienst der Erzdiözese München und Freising zu übernehmen, obwohl ihm dessen Vorgeschichte als Missbrauchstäter bekannt war. Die Gutachter konnten diesen Verdacht nicht erhärten, und auch die Recherchen der Medien blieben 2010 ergebnislos.

„Die Erzdiözese geht nach wie vor davon aus, dass der damalige Erzbischof [Ratzinger] die Entscheidung, [Priester X.] in der Pfarrseelsorge
einzusetzen, nicht gekannt hat. Jede anders lautende Darstellung weist sie als reine Spekulation zurück. Der damalige Generalvikar, Prälat Gerhard Gruber, hat für seine eigenmächtige und falsche Entscheidung, [Priester X.] in der Pfarrseelsorge einzusetzen, die volle Verantwortung übernommen.“

Gruber erklärte aber in seiner Stellungnahme vom 27. Oktober 2021, Protokolle von Ordinariatssitzungen enthielten nicht alle Details der Besprechungen. Es sei für ihn nicht vorstellbar, dass der Erzbischof nicht über die Hintergründe der Versetzung informiert worden sei. Das Ordinariat habe ihn im Frühjahr 2010 darauf hingewiesen, dass er „zum Schutz des Papstes jetzt die alleinige Verantwortung zu übernehmen habe.“
In der Personalakte des Priesters X findet sich ein außergerichtliches Strafdekret von 2016, in dem Offizial Lorenz Wolf erklärte: „Ausweislich der Akten wurde … der damalige Kaplan sofort seines Amtes als Kaplan in [geschwärzt] enthoben. Ferner mußte sich [geschwärzt] dem Psychotherapeut P. [geschwärzt] vorstellen, der ihn dann zu einer Therapie ins Erzbistum München und Freising ‚weitervermittelte‘. Der damalige Erzbischof Joseph Kardinal Ratzinger und sein Ordinariatsrat waren in Kenntnis der Sachlage zur Aufnahme des Priesters [geschwärzt] bereit.“
Im Rahmen des Gutachtens von 2021 versuchten Westpfahl Spilker Wastl zu klären, ob der damalige Erzbischof Ratzinger an der Ordinariatssitzung am 15. Januar 1980 teilnahm, bei der die Übernahme des Priesters X in die Erzdiözese beschlossen wurde, und ob dabei thematisiert wurde, warum X seine Heimatdiözese verlassen und sich einer Therapie unterziehen sollte. Der emeritierte Papst erklärte: „Da ich an der Ordinariatssitzung am 15. Januar 1980 nicht teilgenommen habe, kann ich zu den Ausführungen des Personalreferenten im Rahmen der Sitzung keine Aussage machen.“ Die Angaben des Offizials Wolf von 2016 seien in mehrfacher Hinsicht sachlich unzutreffend, insbesondere sei in München nicht bekannt gewesen, dass X in seiner Heimatdiözese seines Amtes in einer Pfarrei enthoben worden war, „nicht einmal DK [geschwärzt] wusste, an welchem Ort und in welcher Pfarrei sich die  ‚Gefährdung‘ von [geschwärzt] manifestiert hatte.“ Die Behauptung des Offizials Wolf 2016, er habe als Erzbischof volle Kenntnis von der Vorgeschichte des Kaplans X gehabt, sei „unvermittelt und ohne jeglichen Hinweis auf irgendwelche Belegtatsachen … aus der Luft gegriffen und falsch.“ Mehrere Fragen nach einer späteren persönlichen Begegnung mit Priester X, die sich beim Besuch eines Studienfreundes zufällig ergeben hatte, und zu einer möglichen Information des Papstes durch die Glaubenskongregation über den Vorschlag, X 2012 aus dem Klerikerstand zu entlassen, beantwortete er nicht, da sie „außerhalb des Gutachtenauftrags“ lägen.
Die Gutachter konnten jedoch aufgrund des Protokolls zur Ordinariatssitzung am 15. Januar 1980 nachweisen, dass der Erzbischof persönlich anwesend war. Denn darin heißt es, „der Herr Kardinal“ berichte über mehrere kirchenpolitisch wichtige Themen. Da die beabsichtigte „psychisch-therapeutische Behandlung“ von X im Protokoll erwähnt wurde, erscheint ihnen schwer vorstellbar, dass weder der Erzbischof noch die anderen hochrangigen Sitzungsmitglieder nachgefragt haben sollten, warum diese Therapie für X notwendig war.
Im Rahmen ihres Sondergutachtens zum Fall des Priesters X halten die Gutachter abschließend daran fest, dass die Einbindung des damaligen Erzbischofs Joseph Ratzinger „in die Entscheidung im Jahr 1980, Priester X. in den Dienst der Erzdiözese zu übernehmen, durch verschiedene Tatsachen und Indizien erhärtet“ worden sei. Der (Anfangs)Verdacht, er sei in die erste Versetzung von X 1982 involviert gewesen, bestätigte sich dagegen nicht, ebenso wenig, es gebe eine „unmittelbare Einbindung seiner Person in eine Strategie zu seinem Schutz ab der Presseberichterstattung im Frühjahr 2010“.

##### „Fall 42“
Ein Priester des Erzbistums fertigte „zumindest anzügliche“ Fotografien unter 14-jähriger Mädchen an. Dies wurde dem Generalvikar Gruber bekannt und war daraufhin Thema der Ordinariatssitzung. Dem Priester wurde die Resignation auf seine Pfarrei empfohlen und sein auf ein Jahr befristeter Einsatz als Altenheim- und Krankenhausseelsorger beschlossen. Der Sachverhalt hatte strafrechtliche Folgen: Aufgrund von § 176 Abs. 1 StGB (sexueller Missbrauch von Kindern) und in einem Fall auch § 174 Abs. 1 StGB (sexueller Missbrauch von Schutzbefohlenen) wurde der Pfarrer zu einer Geldstrafe verurteilt. Seitens der Erzdiözese wurden keine Disziplinarmaßnahmen oder kirchenstrafrechtlichen Maßnahmen eingeleitet. Dies wäre aber nach Einschätzung der Gutachter als Folge der strafrechtlichen Verurteilung aufgrund von cc. 1939 ff. CIC/1917 und der Instruktion Crimen sollicitationis zwingend erforderlich gewesen. Zur Prävention weiterer Missbrauchstaten sei nichts erfolgt, ebenso wenig habe es eine Zuwendung zu den Geschädigten gegeben.
In seiner Stellungnahme räumte der emeritierte Papst ein, dass er den Missbrauchstäter aus Studienzeiten kannte, ohne dass es einen engeren persönlichen Kontakt gegeben habe. Er habe an den Ordinariatssitzungen, die sich mit Resignation auf die Pfarrei und Einsatz des Priesters als Altenheim- und Krankenhausseelsorger befassten, nicht teilgenommen und dessen Resignationsgesuch sei ihm höchstwahrscheinlich nicht vorgelegt worden. Auch wenn ihm damalige Zeitungsberichte bekannt geworden wären, hätte er sie als kirchenstrafrechtlich irrelevant befunden.

#### Erzbischof und Apostolischer Administrator Friedrich Kardinal Wetter (1982 bis 2008)

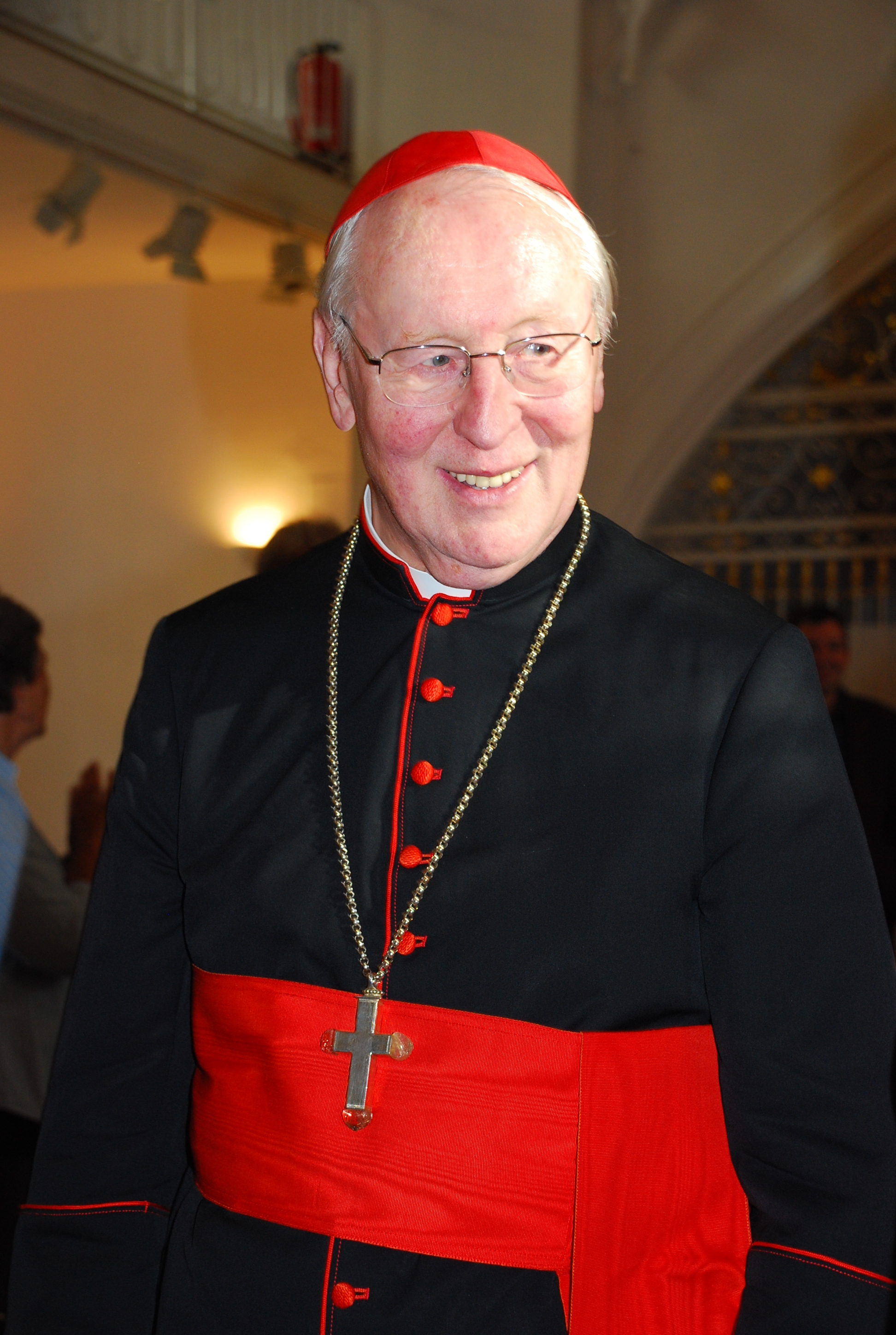
Erzbischof und Apostolischer Administrator Friedrich Kardinal Wetter (2008)

Die Gutachter werfen Friedrich Wetter vor, während seiner Amtszeit als Erzbischof und Apostolischer Administrator in 21 Fällen (rechts)fehlerhaft, mindestens aber unangemessen mit ihm bekannt gewordenen Missbrauchs(verdachts)fällen umgegangen zu sein. Auch Wetter wurde mit Sachverhalten konfrontiert und um eine Stellungnahme gebeten. Er nutzte die Möglichkeit der Akteneinsicht nicht und verfasste Stellungnahmen, datiert auf den 29. September, 3. November und 11. Dezember 2021. Diese führten dazu, dass die Gutachter in einem Fall den Vorwurf eines Fehlverhaltens nicht mehr aufrecht erhielten.
Bei der Beurteilung des Handelns von Kardinal Wetter merken die Gutachter kritisch an, dass während seiner Amtszeit das Thema sexueller Missbrauch im Raum der Kirchen öffentlich intensiv diskutiert wurde, etwa im Fall Groer. Wetter war über die Missbrauchs(verdachts)fälle in der Erzdiözese informiert, was er auch einräumt, aber an Personalangelegenheiten wenig interessiert. Das passive Verhalten gegenüber den Geschädigten setzt sich auch in Wetters Amtszeit fort. Aufgrund der Leitlinien der deutschen Bischofskonferenz wurden ab 2002 Missbrauchsbeauftragte bestellt, einen Austausch des Erzbischofs mit diesen über die Interessen der Geschädigten konnten die Gutachter aber nicht feststellen.

#### Erzbischof Reinhard Kardinal Marx (seit 2008)

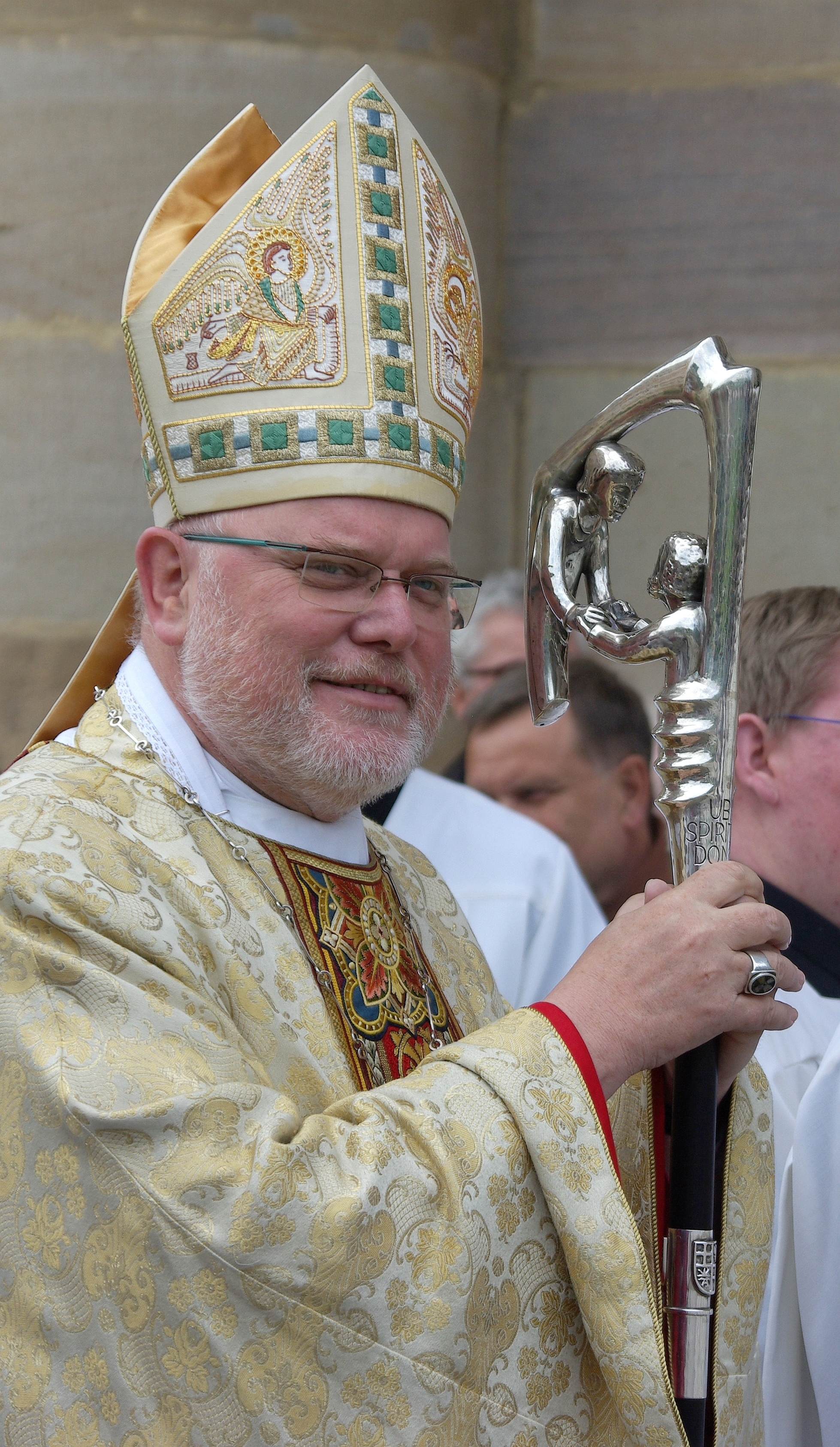
Erzbischof Reinhard Kardinal Marx (2009)

In drei Fällen legen die Gutachter Erzbischof Reinhard Marx zur Last, dass er ihm in seiner Amtszeit bekanntgewordene Missbrauchs(verdachts)fälle (rechts)fehlerhaft, mindestens aber unangemessen behandelte. Auch Marx wurde mit Sachverhalten konfrontiert. Er nutzte die Möglichkeit der Akteneinsicht und verfasste Stellungnahmen, die auf den 15. Oktober, 5. November und 30. November 2021 datiert sind. Er geht dabei davon aus, dass ihm das Amt der Verkündigung und das Hirtenamt für das Volk Gottes übertragen wurde und dass er sich in Personalfragen auf die dem Generalvikar unterstehende Verwaltung und das Erzbischöfliche Ordinariat verlassen müsse. Der Generalvikar habe die hierzu nötigen Vollmachten; dieser entscheide auch darüber, in welchem Umfang der Erzbischof informiert werde.
Bei ihrer Gesamtbewertung heben die Gutachter positiv hervor, dass Marx nach Bekanntwerden der Missbrauchsfälle im Canisius-Kolleg 2010 zeitnah und gegen Widerstände in seiner Diözese Fälle möglichen Missbrauchs in seinem Amtsbereich untersuchen und auf mögliche systemische Ursachen hin auswerten ließ. Weiterhin setzte er sich für die Errichtung eines Kinderschutzzentrums ein. Im Gegensatz zu seinen Amtsvorgängern führte Marx persönliche Gespräche mit Missbrauchsgeschädigten. Andererseits verhielt sich Marx nach Einschätzung der Gutachter passiv gegenüber Verdachtsfällen von sexuellem Missbrauch und beschränkte sich weitgehend darauf, die von der Verwaltung vorgeschlagenen Maßnahmen umzusetzen. Mitte 2019 beobachten sie einen Wandel durch „Implementierung des Instruments der Führungsaufsicht“. Eine konsequente Orientierung an der Perspektive der von sexuellem Missbrauch Geschädigten erkennen die Gutachter auch darin, dass Marx aus seinem Privatvermögen die Stiftung Spes et salus errichtete.

#### Weitere Verantwortungsträger des Erzbistums, deren Handeln gutachterlich bewertet wurde
- Generalvikar und Kapitularvikar Ferdinand Buchwieser (bis 1953). Ihm wird vorgeworfen, dass er Hinweisen auf möglichen sexuellen Kindesmissbrauch oft nicht nachging und Ehrbekundungen für die betroffenen Kleriker abgab. In einem besonders gravierenden Fall („Fall 11“) erreichte er, dass ein Missbrauchstäter auf dem Gnadenwege vorzeitig aus der Haft entlassen wurde. Er hatte dabei der bayerischen Justiz zugesichert, diesen Priester in einem Kloster unterzubringen, setzte ihn aber stattdessen als Religionslehrer ein.[74]
- Generalvikar Johann Fuchs (1953 bis 1960). Bei Missbrauchsverdachtsfällen, in denen kein staatliches Urteil vorlag, bemühte sich Fuchs nach Einschätzung der Gutachter nicht genug um eine Sachverhaltsaufklärung und die dem Erzbischof vorbehaltene Einleitung kirchenrechtlicher Verfahren.[75]
- Kapitularvikar und Generalvikar Weihbischof Johannes Neuhäusler (1961/62). Während seiner kurzen Zuständigkeit wurde ein Priester wegen „fortgesetzter Unzucht“ zu einer Haftstrafe von 1½ Jahren verurteilt; Neuhäusler leitete keine kirchenrechtlich gebotene Voruntersuchung ein und unterrichtete die Glaubenskongregation nicht.[76]
- Generalvikar Matthias Defregger (1962 bis 1968). Er entfaltete aus Sicht der Gutachter wenig Initiative bei der sachgerechten Aufklärung von Verdachtsfällen.[77]
- Generalvikar und Personalreferent Gerhard Gruber (1968 bis 1990/93). Das Gutachten wirft ihm während seiner langen Amtszeit  Fehlverhalten in 22 Fälle vor. Der von ihm mehrfach veranlasste Einsatz von Missbrauchstätern in der Altenheim- und Krankenhausseelsorge wird als untaugliche Methode zur Verhinderung weiterer Missbrauchstaten kritisiert. Problematisch sei, dass zu seiner Zeit das Erzbistum „eine große Zahl einschlägig verurteilter Priester aus anderen Diözesen Deutschlands oder des benachbarten Auslandes bedenkenlos und auch ohne wirksame Vorkehrungen zur Verhinderung etwaiger weiterer Übergriffe“ übernahm.[78]
- Generalvikar Robert Simon (1990 bis 2009). Verglichen mit seinen Amtsvorgängern bewerten die Gutachter Simons Verhalten als deutlich passiver; es wirke, als habe er Missbrauchsfälle einfach „hingenommen“. Das hatte auch negative Auswirkungen auf die Dokumentation von Missbrauchs(verdachts)fällen.[79]
- Generalvikar Peter Beer (2010 bis 2019). Obwohl während seiner Amtszeit zahlreiche Missbrauchsfälle gemeldet wurden, war Beer nur mit wenigen direkt befasst, das lag daran, dass viele Anzeigen bereits verstorbene Kleriker betrafen. Soweit er mit Missbrauchs(verdachts)fällen befasst war, setzte er sich, teilweise gegen Widerstände innerhalb der Erzdiözese, für ein konsequentes Vorgehen ein und hatte wesentlichen Anteil an der Aufklärung und Aufarbeitung von Missbrauch.[80]
- Offizial Lorenz Wolf (seit 1997). Da Wolf verschiedene Ämter und Aufgaben in seiner Person vereinte, hatte er bereits unter Generalvikar Simon eine sehr einflussreiche Position in der Diözesanverwaltung. Den Gutachtern scheint es auffällig, dass nur noch vereinzelte kirchenrechtliche Voruntersuchungen und Meldungen an die Glaubenskongregation erfolgten, nachdem Wolf Offizial und Leiter des Referats Kirchenrecht geworden war. Zwar lag die Kompetenz dazu beim jeweiligen Erzbischof, doch habe Wolfs kirchenrechtliche Expertise seiner Einschätzung großes Gewicht gegeben. Besonders kritisch sehen die Gutachter Wolfs Grundsatz, eine Entlassung eines Missbrauchstäters aus dem Klerikerstand sei nicht ratsam, da dieser dann ohne kirchliche Aufsicht weitere Taten begehen könnten. „Gleichsam spiegelbildlich zu seiner aus Sicht der Gutachter klerikerfreundlichen Haltung begegnete Dr. Wolf mutmaßlich von Missbrauchstaten Geschädigten mit einer ausgeprägten skeptischen Grundhaltung.“[81]

## Reaktionen auf die Veröffentlichung des Gutachtens
Die Veröffentlichung des Münchner Missbrauchsgutachtens erregte große mediale Aufmerksamkeit, im Fokus des öffentlichen Interesses standen dabei die drei letzten und noch lebenden Erzbischöfe: der damalige Kardinal Joseph Ratzinger, später Präfekt der Glaubenskongregation und bis zu seiner Emeritierung Papst Benedikt XVI., sein Nachfolger als Münchner Erzbischof Friedrich Wetter und der Amtsinhaber, Reinhard Marx.

### Missbrauchsbetroffene
Der Sprecher der Betroffenenorganisation Eckiger Tisch, Matthias Katsch, erklärte am 20. Januar 2022 gegenüber dpa, das Gutachten sei eine „historische Erschütterung“ der katholischen Kirche. „Dieses Lügengebäude, was zum Schutz von Kardinal Ratzinger, von Papst Benedikt, errichtet wurde hier in München, das ist heute krachend zusammengefallen.“
Agnes Wich äußerte sich für den Eckigen Tisch zur Pressekonferenz von Kardinal Marx am 27. Januar. Marx habe nicht viel Neues gesagt und sei beim konkreten Thema höherer Entschädigungszahlungen ausgewichen. Dass Prälat Lorenz Wolf seine Ämter ruhen lasse, reiche nicht aus. Wolf sei ja nicht zurückgetreten und könne weiter seinen Einfluss nutzen.
Das persönliche Schreiben Benedikts XVI. vom 6. Februar 2022 wurde sowohl vom Eckigen Tisch als auch von Richard Kick, Mitglied des Betroffenenbeirats der Erzdiözese München und Freising, in ersten Stellungnahmen als unzureichend kritisiert. Der Sprecher des Betroffenenbeirats der deutschen Bischofskonferenz, Johannes Norpoth, erklärte, Benedikts Schreiben füge sich in ein Muster ein, das man von anderen kirchlichen Verantwortungsträgern kenne: „Es wird sich immer grundsätzlich für das System entschuldigt, aber nie für die eigene Unzulänglichkeit, für die eigenen Fehler.“

### Erzdiözese München und Freising
Der Münchener Kardinal Reinhard Marx war nicht anwesend, als das Gutachten am 20. Januar 2022 von den Gutachtern Ulrich Wastl, Marion Westphal und Martin Pusch auf einer Pressekonferenz vorgestellt wurde. Generalvikar Christoph Klingan und Amtschefin Stephanie Herrmann nahmen das Gutachten für die Erzdiözese entgegen. Klingan gab eine kurze Erklärung ab, in der er ankündigte, das Gutachten müsse nun erst gelesen werden, und die Erzdiözese werde am 27. Januar öffentlich dazu Stellung nehmen.
Am 25. Januar wurde eine Stellungnahme von Kardinal Wetter veröffentlicht. Darin übernimmt er Verantwortung für die Entscheidung, den bereits als Missbrauchstäter bekannten „Priester X“ weiter in der Seelsorge einzusetzen: „Die Entscheidung, die ich nach intensiver Beratung in der Ordinariatssitzung getroffen habe, ihn unter strenger Aufsicht nach Garching/Alz zu schicken, war ohne Zweifel objektiv falsch.“ Es sei aber unzutreffend, dass ihm ein Fehlverhalten in 21 Fällen vorzuwerfen sei.
Bei der Pressekonferenz am 27. Januar erklärte Kardinal Marx: „Mir wird in diesem Gutachten Verantwortung zugeschrieben und ich bin bereit, Verantwortung zu übernehmen.“ Das langjährige Desinteresse am Leiden der Missbrauchsbetroffenen „hat nach meiner Auffassung auch systemische Gründe und zugleich trage ich dafür als amtierender Erzbischof moralische Verantwortung.“ Prälat Lorenz Wolf, der im Gutachten stark kritisiert wird, habe angeboten, alle Ämter und Aufgaben ruhen zu lassen; er habe dies angenommen. Dies betrifft, wie Anfang Februar präzisiert wurde, auch Wolfs Leitung des Katholischen Büros Bayern, der Kontaktstelle der bayerischen Bistümer zur Landespolitik und zu Verbänden u. a. der Wirtschaft und der Medien. Marx bezeichnete die Rede vom „Missbrauch des Missbrauchs im Sinne einer Verhinderung einer Reform der Kirche“ als „völlig abwegig“; dies wird als Auseinandersetzung mit den Positionen des Regensburger Bischofs Rudolf Voderholzer interpretiert.
Am 9. Februar gab Kardinal Wetter die Ehrenbürgerschaft seiner Heimatstadt Landau zurück.

### Katholische Kirche in Deutschland
Mehrere Bischöfe kritisierten das Verhalten des emeritierten Papstes Benedikt XVI. Der Limburger Bischof Georg Bätzing, Vorsitzender der Deutschen Bischofskonferenz, sprach von „desaströsem Verhalten“ und erwähnte in diesem Kontext den emeritierten Papst.
Der Regensburger Bischof Rudolf Voderholzer nutzte eine Vesper anlässlich seines Weihejubiläums am 23. Januar für eine Grundsatzrede. Er habe den Eindruck, dass „Papst Benedikt zum Sündenbock für ein gesamtgesellschaftliches Problem gemacht wird, ein Blitzableiter, auf dem alles abgeladen wird, damit man sich ansonsten nicht mehr damit befassen muss.“ Der neue Trend, Gutachten von Anwaltskanzleien erarbeiten zu lassen, verletze rechtsstaatliche Prinzipien. Sie träten gleichzeitig als „Ermittler, Ankläger und Richter“ auf. Die von ihnen geschürte Empörung über den Missbrauch sei „das Feuer, auf dem die Suppe des synodalen Weges gekocht wird.“ Der Passauer Bischof Stefan Oster betonte in seinem Blog, dass die Teilnahme Ratzingers an der Ordinariatssitzung seit langem bekannt gewesen sei. Mitarbeiter hätten bei der Erarbeitung der Stellungnahme für den 94-Jährigen versucht, den emeritierten Papst möglichst untadelig aussehen zu lassen und deshalb eine Behauptung in den Text gebracht, die widerlegt werden konnte und nun als „vermeintliche Lüge“ skandalisiert werde. Erzbischof Ratzinger sei Teil eines Systems gewesen, das sich für Missbrauchsbetroffene wenig interessiert habe. Die im Gutachten genannten Fälle aus seiner Amtszeit zeigten den „damals üblichen Umgang mit diesen Fragen und den beteiligten Personen.“
Der Ständige Rat der Deutschen Bischofskonferenz erklärte bei seiner Sitzung am 25. Januar, das Münchner Missbrauchsgutachten habe besondere Aufmerksamkeit erhalten, weil „auch das Wirken des früheren Papstes Benedikt XVI. als Erzbischof von München und Freising Untersuchungsgegenstand war, und durch dessen Einlassungen“. Man sei sich des Vertrauensverlusts in der Gesellschaft und bei den Kirchenmitgliedern bewusst. Die seit einigen Jahren betriebene Präventions- und Interventionsarbeit werde fortgesetzt. Die institutionelle Aufklärung werde mit dem Unabhängigen Beauftragten für Fragen des sexuellen Kindesmissbrauchs (UBSKM) koordiniert. Der Synodale Weg sei ein wesentlicher Baustein der notwendigen Erneuerung.
Am Sonntagabend (30. Januar) äußerte sich Bätzing in der ARD-Talkshow „Anne Will“. Die Einlassungen des emeritierten Papstes zum Missbrauchsgutachten hätten „immensen Schaden“ angerichtet. Er solle sich über die Berater, die ihn umgäben, hinwegsetzen, und einfach sagen: „Ich habe Schuld auf mich geladen, ich habe Fehler gemacht, ich bitte die Betroffenen um Verzeihung.“

### Vatikan
Bereits unmittelbar nach Veröffentlichung des Münchner Missbrauchsgutachtens äußerte Kardinal Gerhard Ludwig Müller in einem Interview mit dem Corriere della Sera, für ihn sei klar, dass der damalige Erzbischof Ratzinger „nicht wissentlich etwas falsch gemacht hat.“ Gelesen habe er das Gutachten freilich nicht. In Deutschland und anderswo sei man „daran interessiert, Joseph Ratzinger zu schaden.“
Nachdem der Druck auf Benedikt XVI. zugenommen hatte, gab dieser am 24. Januar eine Stellungnahme ab, in der er seine früheren Angaben in einem Punkt widerrief. Er stellte klar, „dass er, entgegen der Darstellung im Rahmen der Anhörung, an der Ordinariatssitzung am 15. Januar 1980 teilgenommen hat.“ Objektiv richtig bleibe aber, was auch durch die Aktenlage belegt werden kann: „dass in dieser Sitzung über einen seelsorgerlichen Einsatz des betreffenden Priesters nicht entschieden wurde. Vielmehr wurde lediglich der Bitte entsprochen, diesem während seiner therapeutischen Behandlung in München Unterkunft zu ermöglichen.“ In dieser Stellungnahme macht Benedikt XVI. keine neuen Angaben dazu, inwiefern bei der Sitzung am 15. Januar 1980 auch darüber gesprochen wurde, warum eine Therapie des Priesters X erforderlich war.
Daraufhin erinnerte der Mediendirektor des Vatikans, Andrea Tornielli, daran, dass Joseph Ratzinger in seiner Zeit als Präfekt der Glaubenskongregation gegen Kindesmissbrauch durch Kleriker eingeschritten sei. Als Papst habe er dann das Kirchenstrafrecht zum sexuellen Missbrauch deutlich verschärft. Er sei außerdem der erste Papst, „der auf seinen Apostolischen Reisen mehrmals mit Missbrauchsopfern zusammentraf.“
Am 8. Februar veröffentlichte Vatican News die angekündigte persönliche Stellungnahme Benedikts XVI., die auf den 6. Februar datiert ist. Darin heißt es: „Ich habe in der katholischen Kirche große Verantwortung getragen. Umso größer ist mein Schmerz über die Vergehen und Fehler, die in meinen Amtszeiten und an den betreffenden Orten geschehen sind. Jeder einzelne Fall eines sexuellen Übergriffs ist furchtbar und nicht wieder gut zu machen. Die Opfer von sexuellem Mißbrauch haben mein tiefes Mitgefühl und ich bedauere jeden einzelnen Fall.“
Tornielli kommentierte, dies seien „die Worte eines hilflosen alten Mannes, der spürt, dass für ihn die Begegnung mit dem Gott herannaht, dessen Name Barmherzigkeit ist. … Der aufrichtig um Vergebung bittet, ohne sich der Konkretheit der Probleme zu entziehen. Und der die ganze Kirche einlädt, die blutende Wunde des Missbrauchs als ihre eigene zu spüren.“
In einem Interview mit dem Corriere della Sera (9. Februar) betonte Erzbischof Georg Gänswein, man müsse zwischen einem Fehler und einer Lüge unterscheiden. Persönliche Gegner und Kritiker der Theologie Benedikts sähen nun ihre Chance, abzurechnen. „Leider lassen sich viele von diesem feigen Angriff täuschen, es gibt hier viel Dreck,“ so Gänswein.

### Staatsanwaltschaft München I
Bereits im August 2021 stellte die Kanzlei Westpfahl Spilker Wastl der Staatsanwaltschaft München I 42 Fälle, in denen sie Fehlverhalten noch lebender kirchlicher Verantwortungsträger sieht, in anonymisierter Form zur Verfügung. Die Justiz prüft, ob Verdachtsmomente strafrechtlich relevanten Fehlverhaltens bestehen.

### Unabhängiger Beauftragter für Fragen des sexuellen Kindesmissbrauchs der Bundesregierung
Am 21. Januar 2022 erklärte der Missbrauchsbeauftragte der Bundesregierung, Johannes-Wilhelm Rörig, in einem Interview mit dem Rundfunk Berlin-Brandenburg: „Die Politik ist, wenn es um Aufarbeitung und Missbrauch im kirchlichen Bereich geht, bisher zu zurückhaltend gewesen. Und mir wäre es wirklich wichtig, dass … die Ampelkoalition sich für ein konsequentes Aufarbeiten von sexualisierter Gewalt auch im kirchlichen Bereich entscheidet.“

### Bayerischer Rundfunk
Prälat Lorenz Wolf, der in dem Gutachten stark kritisiert wird, ist seit 2014 Vorsitzender im Rundfunkrat des Bayerischen Rundfunks. Rundfunkratsmitglieder von FDP und Grünen forderten seinen Rücktritt. Wolfs Vorsitz endet turnusmäßig im Mai 2022; er sollte im Februar für einen Sitz im Verwaltungsrat des Senders kandidieren. Wolf übergab seine Geschäfte „bis auf Weiteres“ an den stellvertretenden Rundfunkratsvorsitzenden, zog seine Kandidatur aber nicht zurück.
Am 3. Februar nahm Wolf im nicht-öffentlichen Teil der Rundfunkratssitzung eingehend Stellung zu den gegen ihn erhobenen Vorwürfen in dem im Auftrag der Erzdiözese München und Freising von der Anwaltskanzlei Westpfahl Spilker Wastl erstellten Münchner Missbrauchsgutachten. Er bat um Verzeihung, sich nicht entschieden genug auf die Seite der Opfer gestellt zu haben, und kündigte an, sich weiter für die Bekämpfung systemischer Ursachen des Missbrauchs einzusetzen. Er stellte klar, dass er sich an der Erarbeitung des Gutachtens bezogen auf rund 20 Fälle beteiligt habe, auch wenn er auf juristischen Rat hin das an ihn gerichtete Konfrontationsschreiben nicht beantwortete.
In derselben Rundfunkratssitzung gab Wolf bekannt, nicht für den BR-Verwaltungsrat zu kandidieren. Mitglieder des Rundfunkrats kritisierten die Stellungnahme wegen ihrer „Länge und Ausführlichkeit“ als „Pressekonferenz in eigener Sache“ und bezeichneten den Auftritt Wolfs als „Missbrauch des Gremiums“.

### Kommentare der überregionalen Medien
Tilmann Kleinjung kommentierte die Vorstellung des Missbrauchsgutachtens am 20. Januar für den Bayerischen Rundfunk: Es wäre für die Missbrauchsbetroffenen ein wichtiges Signal gewesen, wenn Kardinal Marx anwesend gewesen wäre und sich dem Urteil der Gutachter gestellt hätte. Sein Amtsvorgänger, Kardinal Wetter, betreibe „Verantwortungsverdrängung auf höchster Ebene.“ Der emeritierte Papst zeige wortreich und spitzfindig, dass es ihm um den Ruf der Institution Kirche und seinen eigenen Ruf gehe. „Er differenziert bei Tätern, ob diese als Priester oder Privatpersonen gehandelt haben. Als würde das für die Betroffenen irgendeine Rolle spielen.“
Hansjörg Friedrich Müller, Deutschland-Korrespondent der Neuen Zürcher Zeitung, kommentierte am 21. Januar, die „Zerknirschungsrhetorik“ der katholischen Kirche werde unglaubwürdig. „Dass der Papst im Zusammenhang mit einem Missbrauchsfall gelogen haben könnte, muss selbst abgebrühtere Beobachter aufhorchen lassen.“ Dass Gerhard Gruber nach eigenen Angaben 2010 gedrängt wurde, alle Schuld auf sich zu nehmen, um den Papst zu entlasten, interpretiert er als Hinweis auf „mafiös anmutende Strukturen“. Er kritisiert, Kardinal Marx habe es nicht für nötig gehalten, bei der Vorstellung des Gutachtens anwesend zu sein.
Am 23. Januar kommentierte Daniel Deckers für die Frankfurter Allgemeine Zeitung: Der eigentliche Skandal sei, dass Kardinäle und der emeritierte Papst sich nach wie vor weigerten, „ihr Tun und Lassen mit den Augen der Opfer zu betrachten.“
Für die Süddeutsche Zeitung stellt Annette Zoch eine Beziehung zwischen der Stellungnahme des emeritierten Papstes und der Initiative #OutInChurch her. Benedikt bedaure einen redaktionellen Fehler, „aber nicht, dass in seiner Verantwortung ein auffälliger Priester aufgenommen wurde, der dann viele weitere Kinder und Jugendliche missbrauchen konnte.“ Andererseits gehe der hohe Klerus mit Härte gegen Mitarbeiter vor, die ihre sexuelle Identität nicht ewig verstecken, sondern in einer langfristigen Partnerschaft leben wollten.
Der Standard brachte einen Gastkommentar von Andreas R. Batlogg: Dass Kardinal Marx bei der Präsentation des Gutachtens seine Amtschefin vorschickte, sei „ein fatal wirkendes Bild, eine klerikale Fehlleistung“. Die Gutachter nannten verschiedene Aussagen des emeritierten Papstes wenig glaubwürdig. Dieser stehe nun „wie ein überführter Lügner“ da und flüchte sich in „kirchenrechtliche Subtilitäten“, was die öffentliche Empörung nur vergrößere.
Andreas Englisch, Evelyn Finger, Raoul Löbbert und Georg Löwisch rücken in ihrem Beitrag für Zeit Online (26. Januar) den von den Medien bisher weniger beachteten „Fall 37“ in den Mittelpunkt. „Denn an ihm zeigt sich, wie verquer die Argumentation Ratzingers an vielen Stellen ist.“ Richtig sei, dass Missbrauchstäter damals als therapierbar galten. Aber in diesem Fall untersagte der Staat eine weitere Tätigkeit als Lehrer, und die Erzdiözese handelte weniger konsequent.
Stefan Leifert kommentierte für ZDF heute die Presseerklärung von Kardinal Marx am 27. Januar. Man nehme ihm ab, dass seine Demut und Scham angesichts der im Gutachten beschriebenen Missbrauchsfälle ehrlich sei und dass er zum Rücktritt bereit sei. „Aber was er mit seinem Amt noch vorhat, das bleibt erschreckend offen.“ Denn was aus dem Gutachten an konkreten Veränderungen im Erzbistum folgen soll, bleibe unklar. „Dass die Kirchenkonservativen das Missbrauchsgutachten gar als Instrumentalisierung des Missbrauchs für die Anliegen der Reformer diffamieren, gehört zu den vielen Ungeheuerlichkeiten der Missbrauchs-Aufarbeitung.“
Manfred Lütz schrieb in einem Beitrag für die Neue Zürcher Zeitung (1. Februar 2022), dass er von Kardinal Ratzinger bzw. Benedikt XVI. seit 1999 ein energisches Vorgehen gegen Missbrauchstäter im Klerus kenne. Das Gutachten habe keinen Beleg dafür zutage gefördert, dass Ratzinger in den in Rede stehenden vier Fällen eine Missbrauchsvorgeschichte kannte und darüber hinweggesehen hätte. Den umfangreichen Fragenkatalog habe der 94-Jährige aber nur mit Hilfe von Beratern bewältigen können; auf diese gehen nach Lücks Einschätzung die Einlassungen zu „Fall 37“ zurück, die „in peinlicher Weise grotesk verharmlosend“ seien. Seit Veröffentlichung des Münchner Gutachtens werde „ein Greis sensationslüstern auf die Bühne gezerrt“; dringend erforderlich aber sei etwas ganz anderes: dass der Staat die Missbrauchsfälle in beiden großen Kirchen und den Sportverbänden aufarbeite, wie von Betroffenenverbänden seit langem gefordert.
Georg Löwisch analysierte für Zeit Online die am 8. Februar veröffentlichten Stellungnahmen Benedikts XVI. und seines Beraterteams. Nun würden „große Demutsgeste von Klein-Klein-Verteidigung“ getrennt. Benedikt vermeide es, für konkrete Fälle Mitverantwortung zu übernehmen. Die von ihm gewählte Formulierung („Vergehen und Fehler, die in meinen Amtszeiten und an den betreffenden Orten geschehen sind“) bleibe vage. Wer nichts wußte, trug keine Verantwortung – das sei die Logik seines Beraterteams, und was dem entgegenstehe, wie die Erklärung des damaligen Generalvikars Gruber, Kardinal Ratzinger sei im Fall des „Priesters X“ informiert gewesen, bleibe in dem von ihnen vorgelegten „Faktencheck“ unberücksichtigt.
Daniel Deckers kommentierte am 8. Februar (Frankfurter Allgemeine Zeitung), der harte Widerspruch in der 82-seitigen Erklärung, der Kardinal habe anders als von den Gutachtern angenommen an der entscheidenden Ordinariatssitzung nicht teilgenommen, habe Benedikts Unterschrift erhalten. Nun sei es ein Versehen seiner „Freunde“, die mit ihm gar nicht darüber gesprochen hätten. „Wer solche Freunde hat, braucht keine Gegner.“
Jürgen Erbacher (ZDF heute) analysierte, dass Benedikt sich in seinem persönlich gehaltenen Brief strukturell und bis in Formulierungen an liturgische Schuldbekenntnisse anlehne. Für „säkulare Beobachter“ sei irritierend, dass die Perspektive der Betroffenen nicht am Anfang stehe. Benedikt sehe „übergroße Schuld“ bei sich selbst und bei einem undefinierten „Wir“. Damit gehe er immerhin einen Schritt auf die Missbrauchsbetroffenen zu.